# Sven Skoglund
Sven Arne Skoglund, född 19 december 1932 i Göteborg, död 9 augusti 1998 i Sätila, var en svensk målare, tecknare och grafiker. 
Han var son till maskinisten Karl Evald Henning Skoglund och Elin Teresia Sjöberg. Skoglund studerade konst för Torsten Renqvist och Poul Ekelund vid Valands målarskola i Göteborg 1955–1959 samt genom självstudier under resor till USA, Belgien och Nederländerna. Han medverkade från 1954 i några av Göteborgs konstförenings Decemberutställningar på Göteborgs konsthall och utställningar på Mässhuset i Göteborg. Tillsammans med tre andra Göteborgskonstnärer ställde han ut i Örebro. Hans konst är närmast abstrakt med starka färgklanger i brunt, orange och rött eller motiv som omsluts av starka kontrastfärger. Han medverkade i Valands grafikportfölj 1958.